# Montes Acaraí
Los Montes Acaraí (en portugués: Serra Acaraí; en francés: Montes Acaraí) conforman una región húmeda de sierra boscosa en las montañas bajas situadas en la parte sur de Guyana (en un región también reclamada por Venezuela como Guayana Esequiba). Esta cordillera se encuentra a lo largo de la frontera común entre Guyana y Brasil. Las montañas Acarai son una de las cuatro cadenas de montañas en Guyana, los otras son las montañas Imataca, Canuku y Pacaraima. Las cabeceras del río Esequibo, el río más largo de Guyana, y el río Courantyne, tienen sus fuentes en esta cordillera. El nacimiento real del Esequibo fue descubierto en 2013 por un equipo guyanés-alemán. La cordillera fue mencionada por primera vez en 1821 por A.H. Brué como Sierra do Acaray.
En estas montañas solamente hay una aldea habitada por los wai-wais, descendientes de algunas tribus indígenas supervivientes que antes se creían extintas. La aldea fue mencionada por primera vez alrededor de 1837.
El punto más alto de esta cordillera, aún sin nombre, se encuentra a 1°22′N 59°11′O y tiene una altitud de 1009 metros. Esta cordillera se extiende hacia el este, donde se convierte en las montañas Tumuc-Humuc a lo largo de la frontera de la Guayana Francesa y Surinam con Brasil.